# Sikorowo
Sikorowo is een dorp in de Poolse woiwodschap Koejavië-Pommeren. De plaats maakt deel uit van de gemeente Inowrocław. Er woonden in 2011 423 mensen.

## Sport en recreatie
Door deze plaats loopt de Europese wandelroute E11. De E11 loopt van Den Haag naar het oosten, op dit moment de grens Polen/Litouwen. Ter plaatse komt de route van het zuiden vanaf Łojewo en vervolgt in noordelijke richting naar het centrum van Inowrocław.